# Forstmehren
Forstmehren är en kommun och ort i Landkreis Altenkirchen i förbundslandet Rheinland-Pfalz i Tyskland.
Kommunen ingår i kommunalförbundet Verbandsgemeinde Altenkirchen-Flammersfeld tillsammans med ytterligare 67 kommuner.